# 单仰萍
单仰萍（1962年6月—），生于浙江建德，越剧演员，中国国家一级演员，擅长旦角，著名王派花旦。1988年，进入上海越剧院。第十七届中国戏剧梅花奖获得者。
代表作有《红楼梦》、《西园记》、《梁祝》、《碧玉簪》、 《孟丽君》、《曹植与甄洛》、《舞台姐妹》、《梅龙镇》、 《被隔离的春天》、《家》、《虞美人》等。

## 生平
1972年进浙江桐庐县艺训班学艺，工旦角，后为桐庐越剧团主要演员；1984年7月，随桐庐越剧团首次到上海，主演《春江月》；1985年11月，随杭州市越剧二团再次到上海，主演《桐江雨》。后该两剧拍摄成戏曲艺术影片（片名为《绣花女传奇》和《桐花泪》），仍由她主演。1988年至1993年进入上海越剧院红楼团演戏。

## 外部連結
- 单仰萍超话—新浪微博超话社区  （页面存档备份，存于）
- 想听单仰萍唱越剧 - 微博  （页面存档备份，存于）